# Ойа, Фабрисио
Фабрисио Кейске Родригес Ойа (порт. Fabrício Keiske Rodrigues Oya; род. 23 июля 1999, Кампинас, Сан-Паулу) — бразильский футболист, полузащитник клуба «Итабаяна».

## Карьера

### «Коринтианс»

#### Начало карьеры
Воспитанник футбольной академии бразильского клуба «Коринтианс», в структуру которого попал в возрасте 12 лет. В июне 2015 года заключил с клубом свой первый профессиональный контракт. В этом же году у футболиста появилось приглашение от английского «Ливерпуля», однако футболист по итогу отказался от перехода. В октябре 2016 года футболист по версии The Guardian попал в список перспективнейших молодых футболистов. Дебютировал за клуб 21 марта 2019 года в матче против клуба «Итуано» в рамках Лиги Паулиста. По итогу футболист стал победителем Лиги Паулиста.

#### Аренда в «Сан-Бенту» Сорокаба
Футболистом в марте 2019 года интересовались итальянские гранды «Милан» и «Рома». В мае 2019 года на правах арендного соглашения отправился в клуб «Сан-Бенту». Дебютировал за клуб 25 мая 2019 года в матче против клуба «Оэсте», отличившись забитым дебютным голом. Футболист первоначально закрепился в основной команде клуба, однако оставался игроком запаса. В июле 2019 года перестал получать постоянную игровую практику. По окончании арендного соглашения покинул клуб.

#### Аренда в «Оэсте»
В январе 2020 года футболист на правах арендного соглашения присоединился к клубу «Оэсте». Дебютировал за клуб 22 января 2020 года в матче против клуба «Гремио Новуризонтино», выйдя на замену на 52 минуте в рамках Лиги Паулиста. Первый матч за клуб в бразильской Серии B сыграл 9 августа 2020 года против клуба «Шапекоэнсе». Первым результативным действием отличился 5 сентября 2020 года против клуба «Жувентуде», отдав на последних минутах голевую передачу. По окончании арендного соглашения покинул клуб.

### «Торпедо-БелАЗ»

#### Сезон 2021
В марте 2021 года появилась информация, что футболист перейдёт в белорусский клуб «Торпедо-БелАЗ». Вскоре футболист официально перешёл в жодинский клуб. Дебютировал за клуб 6 марта 2021 года в матче Кубка Беларуси против дзержинского «Арсенала». Свой дебютный матч в чемпионате сыграл 10 апреля 2021 года против «Слуцка». Дебютный гол за клуб забил 9 мая 2021 года в матче против «Энергетика-БГУ». В июле 2021 года футболист вместе с клубом отправился на квалификационные матчи Лиги конференций УЕФА. В первом же матче 22 июля 2021 года против датского «Копенгагена» забил единственный гол за «автозаводцев». В августе 2021 года футболист проходил просмотр в украинском «Мариуполе». В сентябре 2021 года футболист вернулся в белорусский клуб.

#### Аренда в «Азуриз»
В январе 2022 года футболист на правах арендного соглашения отправился в бразильский клуб «Азуриз». Дебютировал за клуб 30 января 2022 года в матче Лиги Паулиста против клуба «Лондрина». Первым результативными действиями за клуб отличия 3 февраля 2022 года в матче против клуба «Маринга», записав на свой счёт хет-трик из результативных передач. Дебютный гол за клуб забил 10 февраля 2022 года в матче против клуба «Юнио Белтран». Первый матч в бразильской Серии D футболист сыграл 23 апреля 2022 года против клуба «Сан-Луис». За время арендного соглашения футболист отличился забитым голом и 4 результативными передачами.

### «Азуриз»

#### Сезон 2023
В январе 2023 года футболист на правах свободного агента стал полноценным игроком бразильского клуба «Азуриз». Первый матч за клуб футболист сыграл 15 января 2023 года в рамках Лиги Паранаэнсе против клуба «Лондрина», выйдя на поле в стартовом составе. Первым результативным действием отличился 22 января 2023 года в матче против клуба «Каскавел», отдав голевую передачу. Футболист выступал в клубе в роли одного из ключевых игроков, однако затем с февраля 2023 года перестал появляться в заявках основной команды. Всего футболист успел отличиться за клуб своей единственной результативной передачей.

#### Аренда в СЭР Кашиас
В апреле 2023 года футболист на правах арендного соглашения присоединился к бразильскому клубу СЭР Кашиас до конца сезона. Дебютировал за клуб футболист 14 мая 2023 года в матче против клуба «Конкордия», выйдя на замену на 75 минуте. Однако футболист так и не смог закрепиться в основной команде клуба, за который провёл всего лишь 5 матчей в рамках бразильской Серии D, результативными действиями не отличившись. С начала июля 2023 года футболист полностью выбыл распоряжения основной команды клуба. По окончании срока арендного соглашения футболист покинул клуб.

#### Сезон 2024
В начале 2024 года футболист готовился к новому сезону с основной командой «Азуриза». Первый матч в новом сезоне футболист сыграл 21 января 2024 года против клуба «Атлетико Паранаэнсе», выйдя на поле в стартовом составе. Первым в сезоне забитым голом за клуб футболист отличился 15 февраля 2024 года в матче против клуба «Сан Жозенсе». На протяжении первой половины сезона футболист выступал за бразильский клуб в роли одного из основных игроков, отличившись забитыми голом и голевой передачей.

## Международная карьера
В 2017 году на игрока обратил внимание Карлос Амадеу — тренер молодежной сборной Бразилии, пригласивший футболиста для выступления на международном турнире в Тулоне. Всего футболист сыграл за сборную в 3 матчах, в которых привлёк к своей персоне внимание.